# دی نش
دی نش (به انگلیسی: D'Nash) گروه موسیقی اسپانیایی بود.
آن ها در مسابقه آواز یوروویژن ۲۰۰۷ نماینده اسپانیا بودند. 